# Kävsjön
Kävsjön är en sjö i Gnosjö kommun i Småland och ingår i Lagans huvudavrinningsområde. Sjön har en area på 2,07 kvadratkilometer och ligger 163,9 meter över havet. Kävsjön ligger i Store Mosse Natura 2000-område. Sjön avvattnas av vattendraget Fläsebäcken. Vid provfiske har bland annat abborre, braxen, gädda och mört fångats i sjön. 1840 sänktes Kävsjöns vattenyta med ca en meter, detta gjordes för att få mer mark att odla och för att få mer betesmark.

## Delavrinningsområde
Kävsjön ingår i det delavrinningsområde (635552-139077) som SMHI kallar för Utloppet av Kävsjön. Medelhöjden är 170 meter över havet och ytan är 35,34 kvadratkilometer. Det finns inga delavrinningsområden uppströms utan avrinningsområdet är högsta punkten. Fläsebäcken som avvattnar avrinningsområdet har biflödesordning 3, vilket innebär att vattnet flödar genom totalt 3 vattendrag innan det når havet efter 190 kilometer. Delavrinningsområdet består mestadels av skog (13 procent) och sankmarker (72 procent). Avrinningsområdet har 2,48 kvadratkilometer vattenytor vilket ger det en sjöprocent på 7 procent.

## Fisk
Vid provfiske har följande fisk fångats i sjön:
- Abborre
- Braxen
- Gädda
- Mört
- Sutare